# Tiana Benjamin
Tiana Opium Benjamin, född 5 oktober 1984 i Enfield i London, är en engelsk skådespelerska, mest känd för medverkandet i filmen Harry Potter och den flammande bägaren och TV-serien EastEnders.

## Biografi
I Harry Potter och den flammande bägaren spelade Tiana Angelina Johnson (tidigare spelad av Danielle Tabor). Hon kunde inte spela rollen i den femte filmen, Harry Potter och Fenixorden, eftersom hon var upptagen med EastEnders.
Före Harry Potter och den flammande bägaren var hon med i avsnitt av The Bill, Rose and Maloney, The Brief och The Last Detective. Hon hade även arbetat som modell och bakgrundsdansare. 
Benjamin bor nu i Crouch End i norra London. Hon studerade vid Highgate Wood School, samma skola som EastEnders-skådespelaren Scarlett Johnson.

## Filmografi
- Harry Potter och den flammande bägaren
- EastEnders